# Cayambe (canton)
Cayambe est un canton d'Équateur situé dans la province de Pichincha.